# Tramwaje w Lizbonie

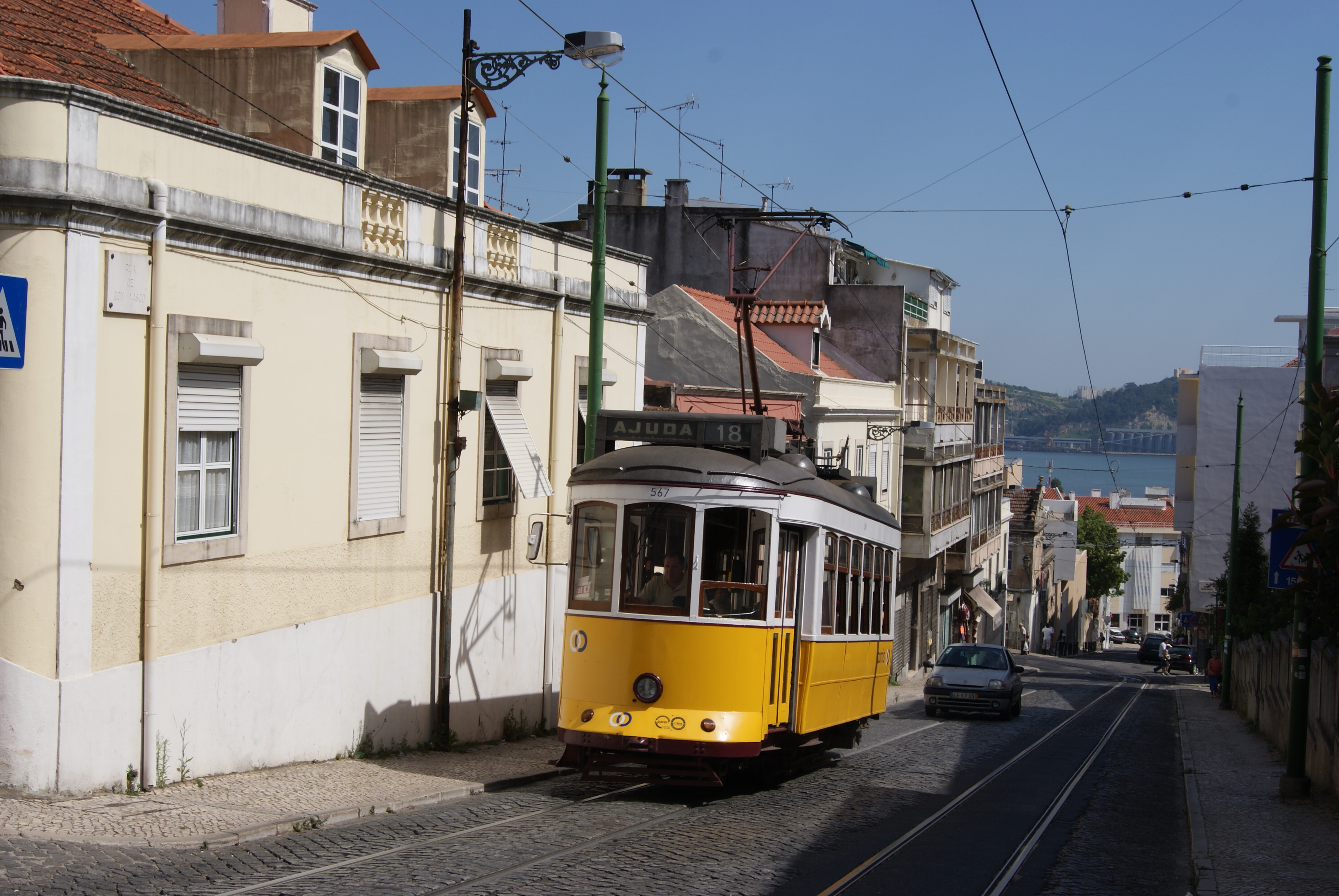
Wagon historyczny typu remodelado

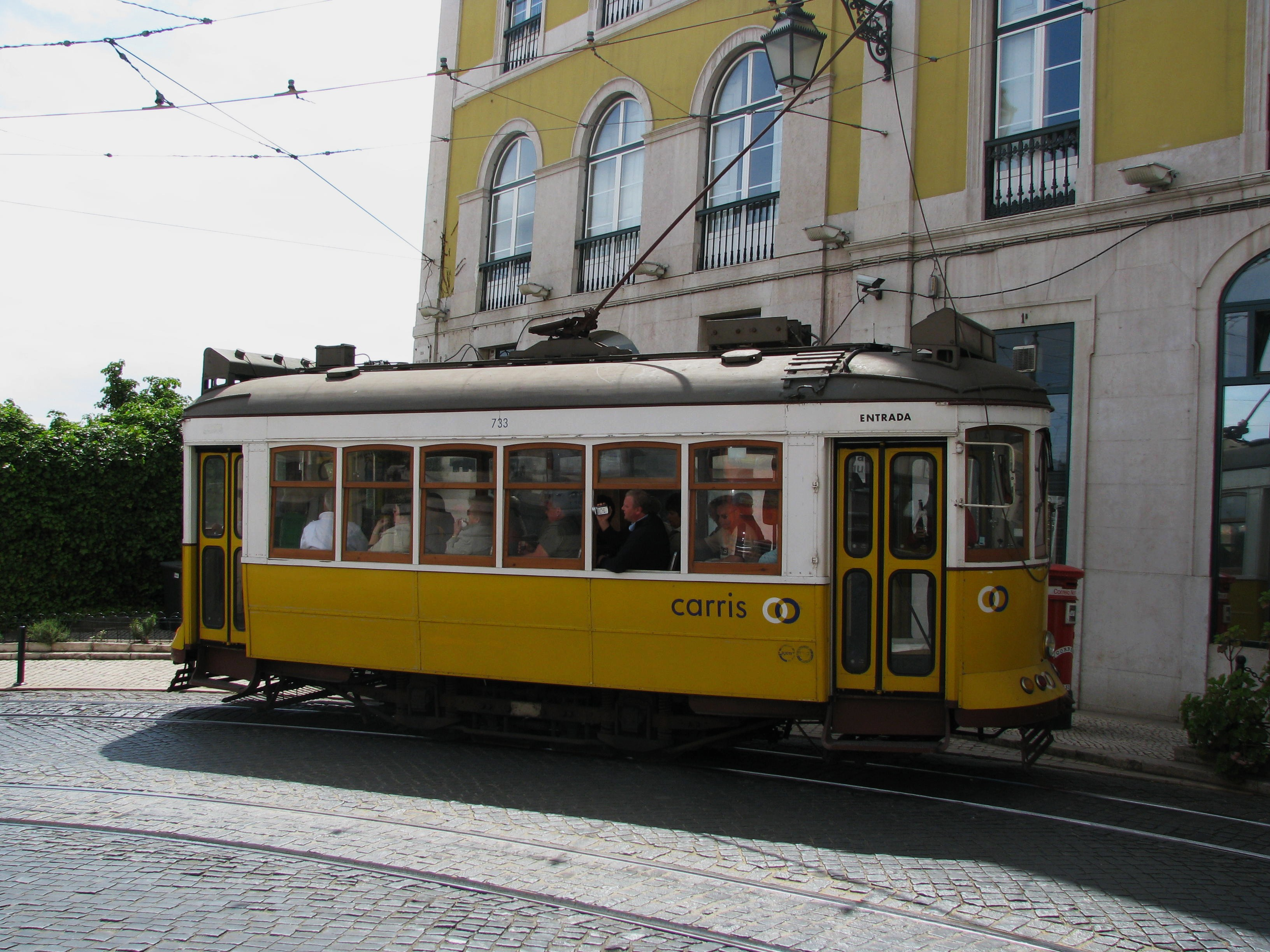
Wagon historyczny typu ligeiros

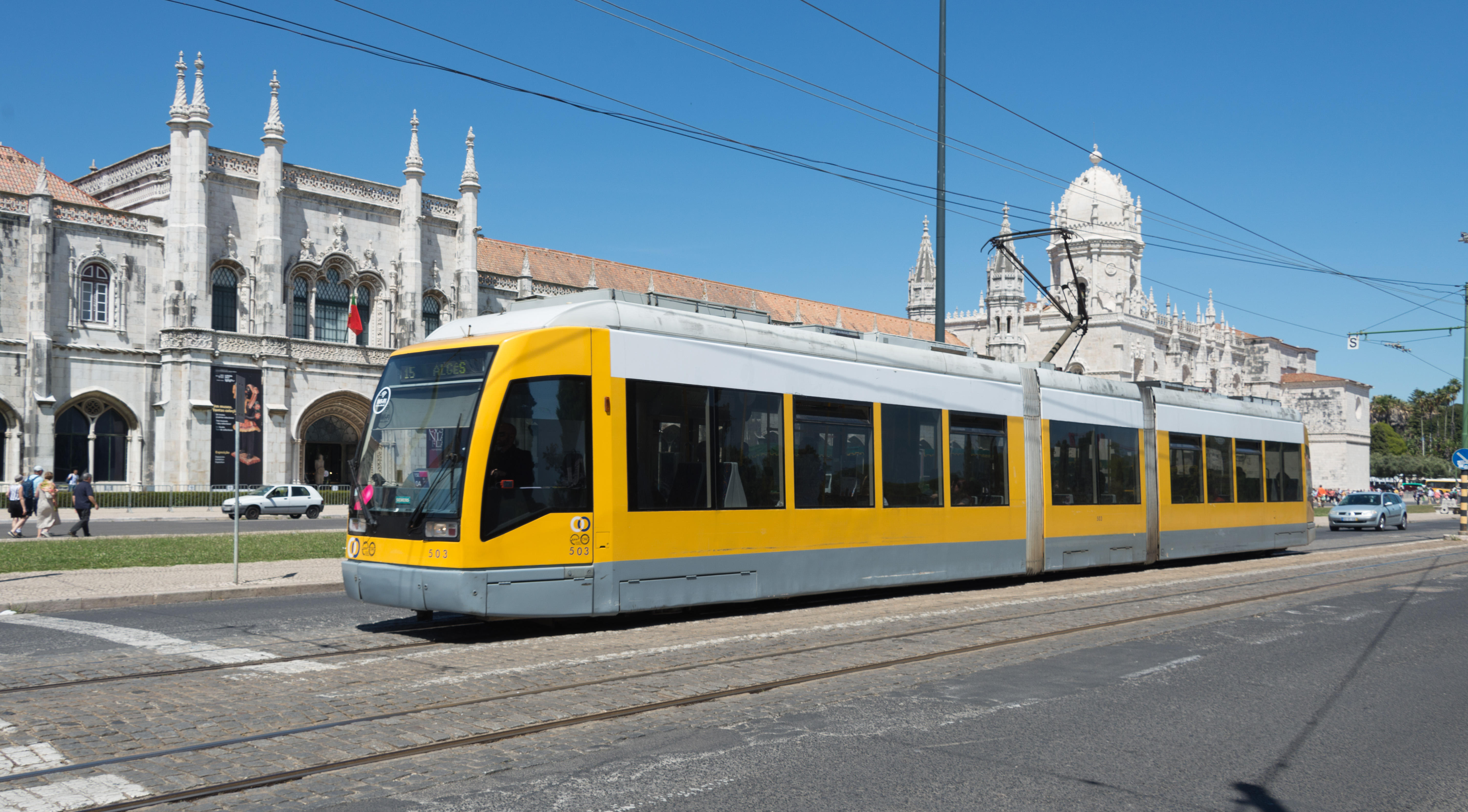
Tramwaj niskopodłogowy articulado

Tramwaje w Lizbonie − system komunikacji tramwajowej działający w Lizbonie, stolicy Portugalii. 

## Historia
Pierwsze tramwaje konne na ulice Lizbony wyjechały 17 listopada 1873, połączyły one dworzec kolejowy Santa Apolonia z dzielnicą Santos. Następnie linię wydłużono do Belém. Pierwszą zajezdnię wybudowano w Santo Amaro, która funkcjonuje do dzisiaj jako zajezdnia i muzeum tramwajowe. W ciągu następnych lat sieć tramwajowa była rozbudowywana (utrzymywano 1200 koni) oraz przebudowano torowiska tramwajowe na tor o szerokości 900 mm z powodu przebudowania omnibusów konnych przez właścicieli do poruszania się po torach tramwajowych.
Tramwaje elektryczne w Lizbonie uruchomiono 31 sierpnia 1901 na trasie z Cais do Sodrè do Algès. Ostatecznie tramwaje konne zostały zastąpione przez elektryczne w następnym roku. Do 1928 zakończono rozbudowę sieci w górzystej części Lizbony, budując trasę obecnej linii 28 na Calçada da Săo Francisco (znajduje się tu najbardziej stromy podjazd tramwajowy na świecie wynoszący 145‰, a na wielu odcinkach podjazdy osiągają pochylenie przekraczające 120‰). Rozwój sieci tramwajowej trwał do lat 50. XX w., wtedy to osiągnęła największą długość wynoszącą 76 km i liczbę 27 linii.
Od 1959 rozpoczęto likwidację odcinków sieci tramwajowej. Na początku lat 70. zlikwidowano linie na przedmieściach. Pod koniec lat 70. opracowano studium, które wskazało potrzebę zachowania tramwajów w górzystej części miasta i linii biegnącej wzdłuż rzeki Tag, pozostałe odcinki miano eksploatować do czasu śmierci technicznej. W latach 1991–1997 zlikwidowano około 2/3 sieci tramwajowej, pozostawiając jedynie linie w najstarszej części miasta oraz jedną trasę wzdłuż rzeki Tag, którą zmodernizowano, zakupiono też nowe tramwaje niskopodłogowe.

## Linie
Od kwietnia 2018 r. sieć tramwajowa składa się z 6 linii:
- 12: Praça da Figueira – Martim Moniz – São Tomé – Praça da Figueira (linia okrężna)
- 15: Praça da Figueira – Praça do Comércio – Cais de Sodre – Santos – Alcântara-Mar – Santo Amaro – Belém – Algés (Jardim)
- 18: Cais do Sodré – Santos – Alcântara-Mar – Boa Hora – Cemitério Ajuda
- 24: Praça Luís de Camões – Rato – Campolide
- 25: Campo Ourique (Prazeres) – Conde Barão – Santos – Lapa – Estrela – Rua da Alfândega
- 28: Campo Ourique (Prazeres) – Graça – São Tomé – Rua da Conceição – São Bento – Estrela - Martim Moniz

## Tabor
Obecnie po Lizbonie kursują zmodernizowane w połowie lat 90. XX w. stare tramwaje, które po modernizacji nazwano Remodelado. Dla linii nr 15 zakupiono niskopodłogowe tramwaje wybudowane w zakładach CAF w ilości 10 sztuk. Zmodernizowane tramwaje Remodelado wyposażone są w dwa rodzaje odbieraków prądu: odbieraki rolkowe i pantografy. Łącznie w Lizbonie są 54 tramwaje Remodelado oraz 10 tramwajów CAF.
Tabor składa się z:
- 45 wagonów historycznych typu remodelados (seria 541-585)
- 9 wagonów historycznych typu ligeiros z lat 1936-1947 (z niewielkimi zmianami) o numerach 713, 717, 720, 732, 733, 735, 741, 742, 744[3]
- 10 nowoczesnych wagonów niskopodłogowych, przegubowych o długości 24 metrów[4]